# 拉古納薩拉達
拉古納薩拉達（西班牙語：Laguna Salada），是多明尼加共和國的城鎮，位於該國西北部，由巴韋德省負責管轄，面積184.54平方公里，2012年人口30,041，人口密度每平方公里160人。